# Manchester-by-the-Sea
Pour le film de 2016, voir Manchester by the Sea.
Manchester-by-the-Sea, simplement nommée Manchester jusqu'au 7 janvier 1990, est une ville des États-Unis, dans le comté d'Essex, Massachusetts, fondée en 1629.

## Géographie
Manchester-by-the-Sea s'étend aujourd'hui sur 47,3 km2, dont 23,2 km2 de surface en eau (49,10 % de la surface totale).
Au dernier recensement de 2000, la ville comptait 5 228 personnes, 2 168 foyers et 1 435 familles. La densité de population est de 217,3 personnes/km2.

## Histoire
Pourvue d'une rade parfaitement exposée, la ville de Manchester s'est d'abord développée comme port de pêche.
Aux alentours de 1850, elle est devenue une véritable station balnéaire de la haute société de Boston, qui y a construit de très nombreux summer cottages au style architectural caractéristique, connu sous le nom de Queen Ann Style, dans sa variante Shingle style. C'est à peu près à cette époque aussi que, pour la distinguer d'autres villes du même nom en Nouvelle-Angleterre, les habitants ont pris l'habitude de parler de Manchester-by-the-Sea, suivant en cela l'exemple de la dénomination retenue pour le réseau ferré.

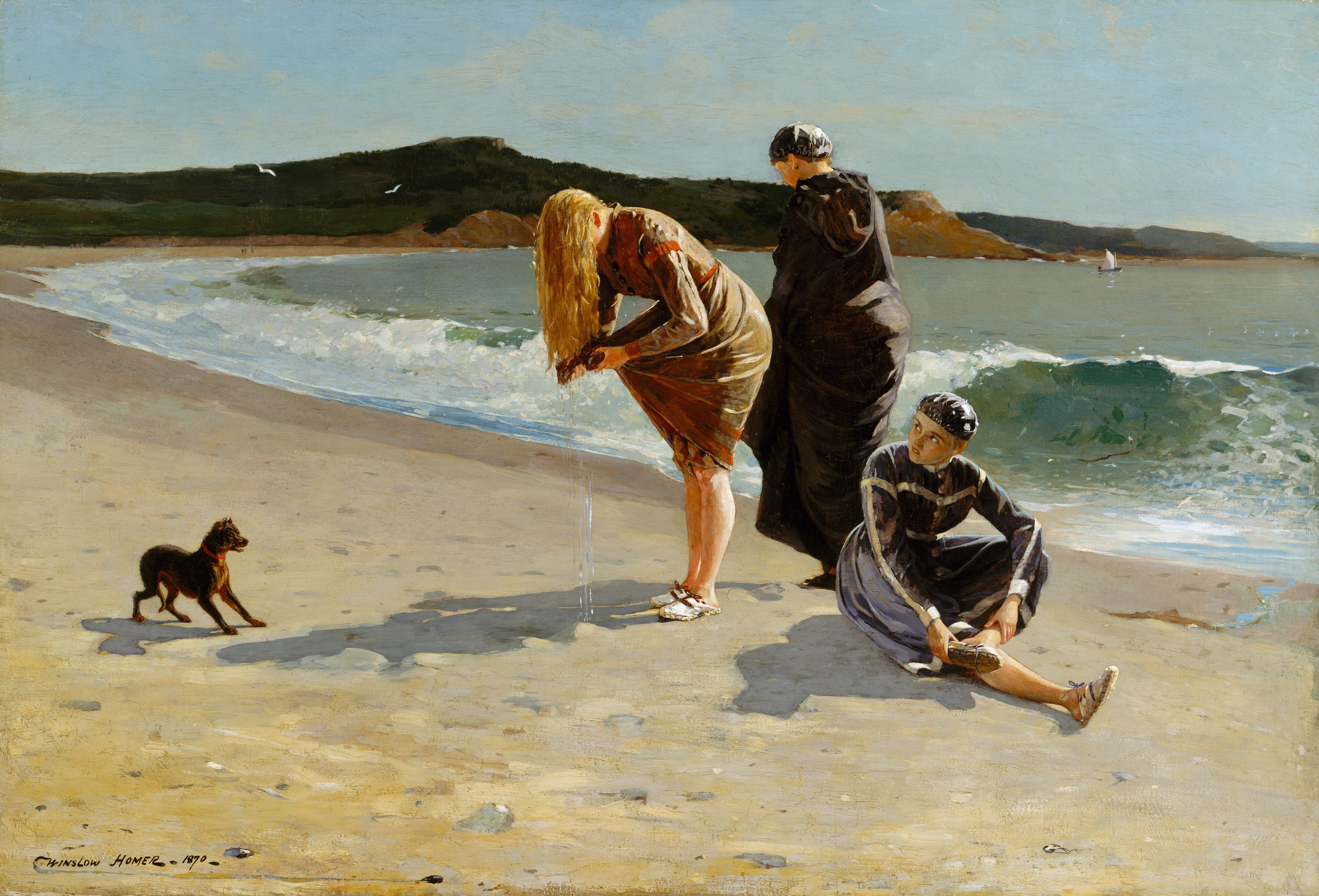
Eagle Head, Manchester, (High Tide) Winslow Homer, 1870 Metropolitan Museum of Art, New York
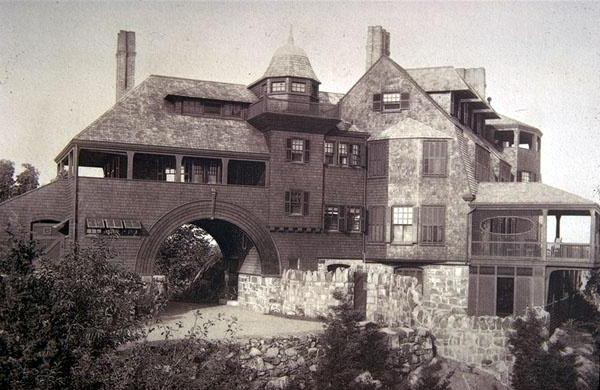
Exemple de shingle style : Kragsyde, ancienne résidence d'été de G. Nixon Black à Manchester-by-the-Sea, 1883, dessinée par Peabody et Stearns.
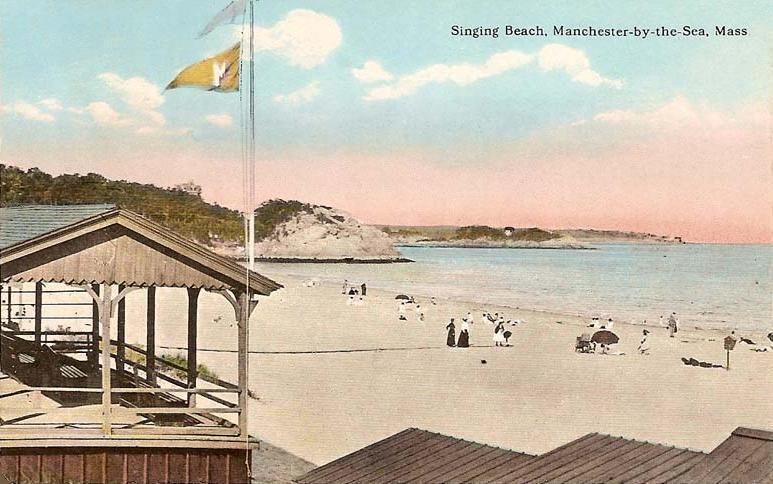
Plage.

## Démographie

La Ville
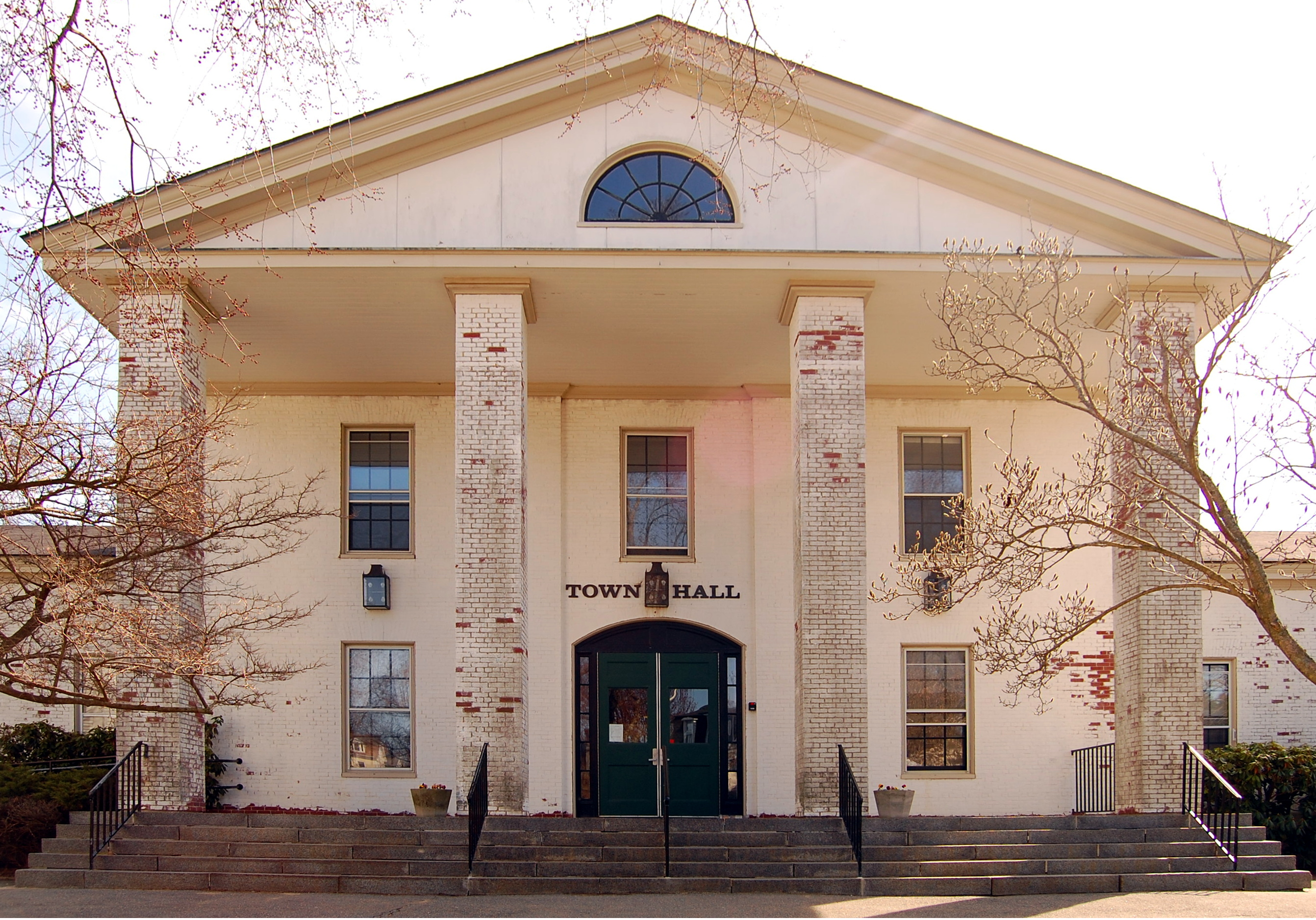
Mairie.
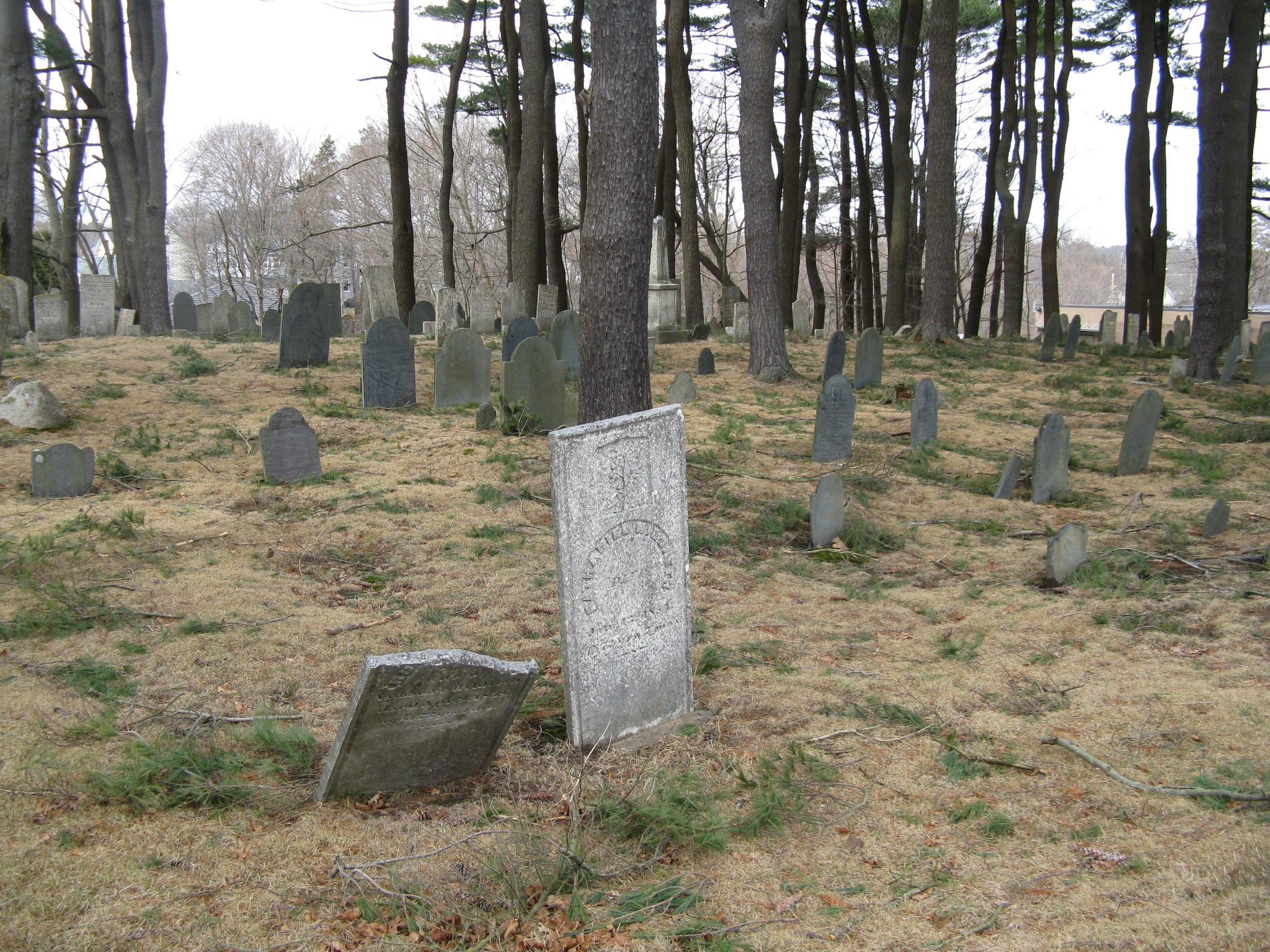
Cimetière

Lors du recensement de 2020, Manchester-by-the-Sea comptait 5 395 habitants, soit une augmentation de 5,04 % par rapport au recensement de 2010. En 2022, la population était estimée à 5 354 habitants par le Bureau de recensement des États-Unis.
En 2022, la répartition ethnique de la ville était de 93.8 % d'Euro-Américains, 1,7 % de métis, 0,7 % d'Asio-Américains et 0,4 % d'Hispaniques et Latino-Américains.
En 2022, le revenu médian par ménage de la ville était de 209 052 $, contre 96 505 $ au niveau de l'État du Massachusetts et 75 149 $ au niveau national.
Environ 2,7 % de la population vivait en dessous du seuil de pauvreté, contre 10,4 % au niveau de l'État et 11,5 % au niveau national.

## Personnalités liées à la ville
- L'écrivaine Susan Minot, née en 1956 à Boston, y a grandi.
- La personnalité mondaine Ghislaine Maxwell y a vécu[3].

## Films tournés à Manchester-by-the-Sea
- Juin 1969 : Dis-moi que tu m'aimes, Junie Moon (Tell Me That You Love Me, Junie Moon) d'Otto Preminger.
- 2008 : La Proposition de Anne Fletcher.
- 2016 : Manchester by the Sea de Kenneth Lonergan